# 쌍용 SY트럭
쌍용 SY 트럭(Ssangyong SY Truck)은 쌍용자동차의 마지막으로 생산된 대형 트럭이다.

## 1세대 (SY)

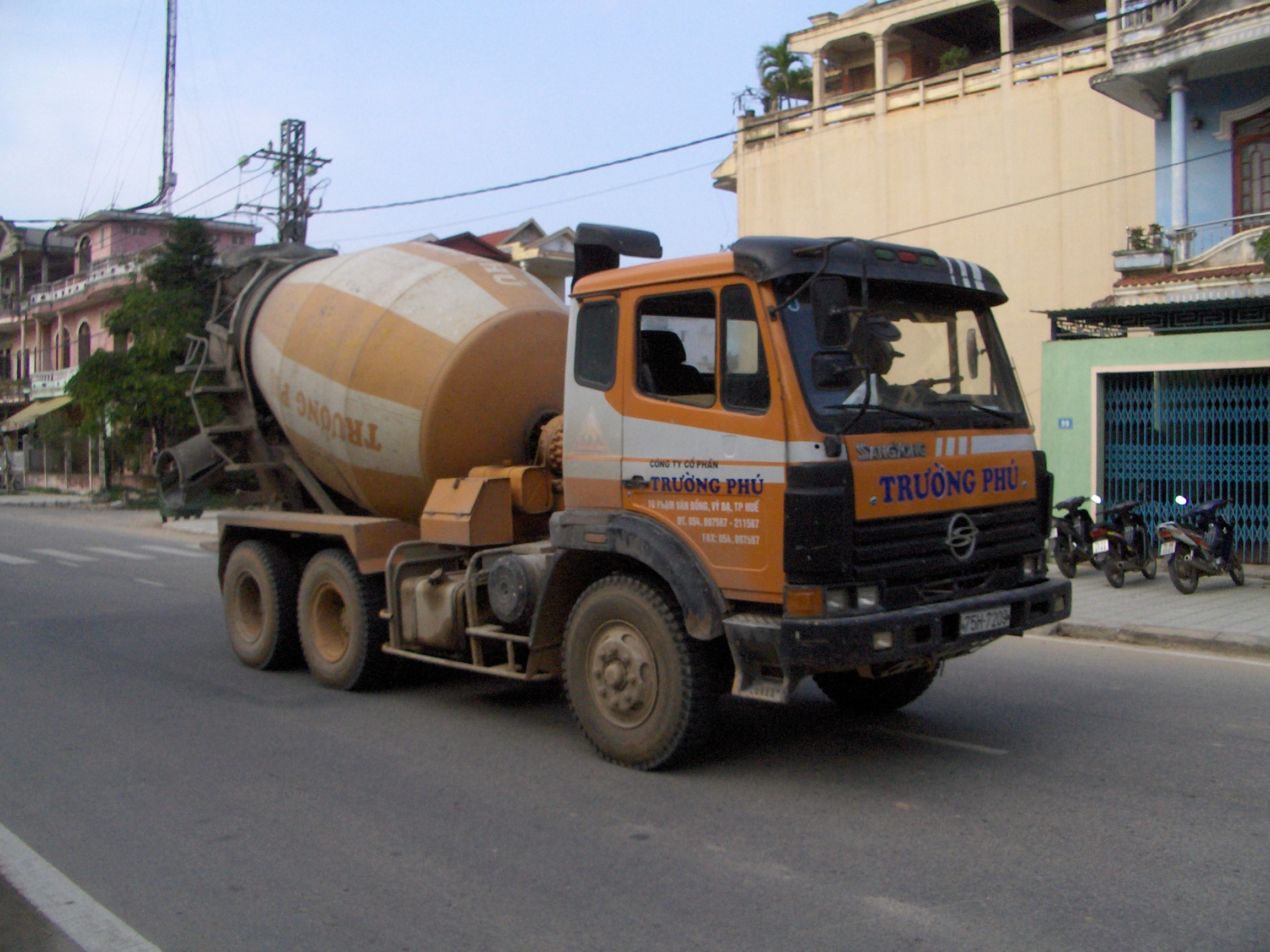
쌍용 SY6M 믹서 트럭 정측면

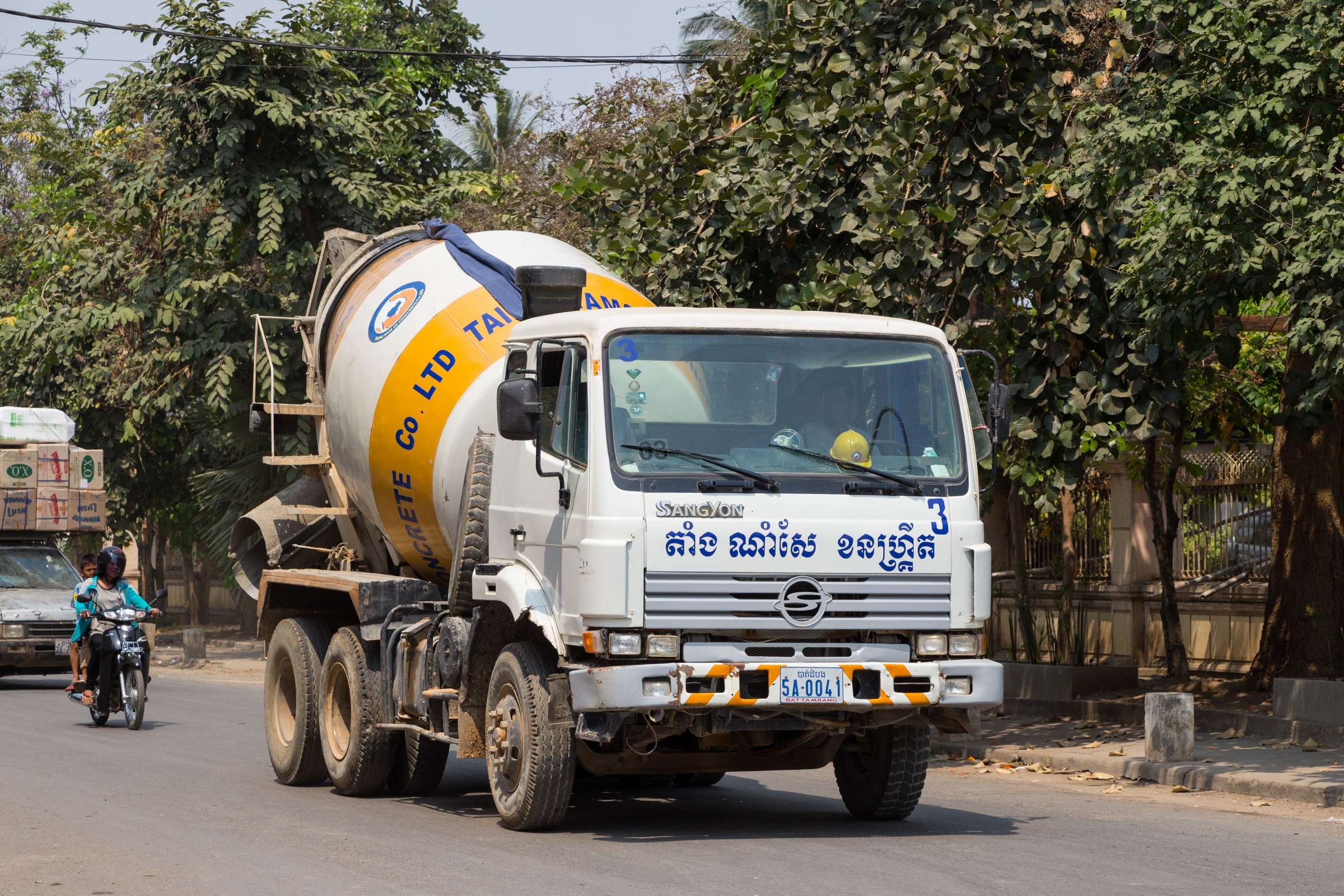
쌍용 SY6M 믹서 트럭 정측면

DA50의 후속 차종으로 개발되어 1993년 3월 15일에 하얏트 호텔에서 선보인 트럭이며, 쌍용자동차의 마지막 상용 트럭이다. 메르세데스-벤츠와의 기술 제휴를 통하여 독일 본토에서 1988년에 시판된 SK 트럭을 베이스로 개발되었다. 메르세데스-벤츠제 V형 8기통 OM442A 터보 엔진에 COTV(Constantly Open Throttle Valve)를 장착했는데 이는 기존의 디젤 엔진과는 다르게 스로틀바디를 장착함으로서 공기의 흡입량을 ECU로 제어와 EGR에 더 많은 배기가스를 주입하여 연소와 메탄 등 유독가스 배출량을 줄이고 엔진의 감속 효율을 크게 높였다. 또한 고성능 고토크 엔진을 대응하는 이튼사 풀러 10단 수동 변속기와 미국 다이나사 더블클러치를 국내최초로 선보였다. 다른 메이커가 외제차를 수입해 판매유통만 담당하던 시절 국산 메이커로는 최초로 유럽형 캡을 국내에서 다듬어 직접 생산하게 되었다. 이 유럽형 캡은 에어로다이나믹 스타일과 세련된 인테리어를 통해 일본식 캡이 과반수이던 당시에는 아주 획기적인 디자인이였다. 또한 메르세데스-벤츠의 2,500,000km 무보링 엔진으로 내구성을 크게 높였으며, 철판 두께도 동급 최강으로 선전했으며, 25개의 경고 장치와 차량 관리에 유용하게 캡틸팅이 필요 없는 원터치 개패식 전면 페널로 정비효율을 향상시켰다.
프레임은 초중량 화물운송에도 견딜수 있는 '수퍼프레임'을 사용하여 국내의 과적등 각종 요구사항에도 대응할 수 있도록하였다. 에어드라이를 국내최초로 장착과 더욱 정확하고 안전한 제동성능을 확보하였다. 현가장치도 최다 판스프링 적용과 최대용량 쇽업쇼바를 탑재해 국산은 물론이거나 당시 판매되던 수입트럭과 비교해도 전혀 딸리지 않은 성능과 내구성을 확보했다. 그러나 1997년에 대한민국의 IMF 구제금융 요청 사태 때 쌍용그룹의 경영난으로 1998년 쌍용자동차가 대우자동차 계열사로 편입됨에 따라 재고물량 출하 완료 후 대한민국에서는 후속 차종 없이 단종되었으며, 이후 쌍용자동차가 상하이자동차계열사로 편입되면서 쌍용자동차에서 생산했던 대형버스차종인 쌍용 트랜스타와 함께 중국의 상하이기차로 넘어가 생산되고 있다.

## 라인업
- 8톤 카고
- 11.5톤 카고
- 17.5톤 카고
- 18톤 카고
- 25톤 카고
- 15톤 덤프
- 6M 믹서트럭
- 9M 믹서트럭
- 69톤 트랙터
- 16kl 탱크로리

### 제원
| 전폭 (mm)             | 2,490                                                                |       |       |
| 전고 (mm)             | 2,819                                                                |       |       |
| 승차 정원             | 2명                                                                  | 2명   | 2명   |
| 공차중량 (kg)         | 9,060                                                                | 9,060 | 9,060 |
| 변속기                | 6단 수동 / 10단 이튼 풀러 로드레인저 수동 (하이-로우) / 16단 ZF 수동 |       |       |
| 연료탱크 최대용량 (L) | 400                                                                  |       |       |
| 최고속도 (km/h)       | 160 (계기판 표시 속도)                                               |       |       |
| 구동 형식             | 8X4/6X4                                                              |       |       |
| 연료                  | 경유                                                                 |       |       |
| 배기량 (cc)           | 15,080                                                               |       |       |
| 최고 출력 (ps/rpm)    | 340/2,100                                                            |       |       |
| 최고 토크 (kg*m/rpm)  | 140/1,100~1,200                                                      |       |       |
| 브레이크              | 드럼 (전축)                                                          |       |       |
| 압축비                | 16.25:1                                                              |       |       |
| 서스펜션              | 판스프링 리지드 엑슬 (전축)                                          |       |       |
| 사이클                | 4행정 오토사이클 방식                                                |       |       |
| 직경/행정 (mm)        | 128/142                                                              |       |       |